# Axfood

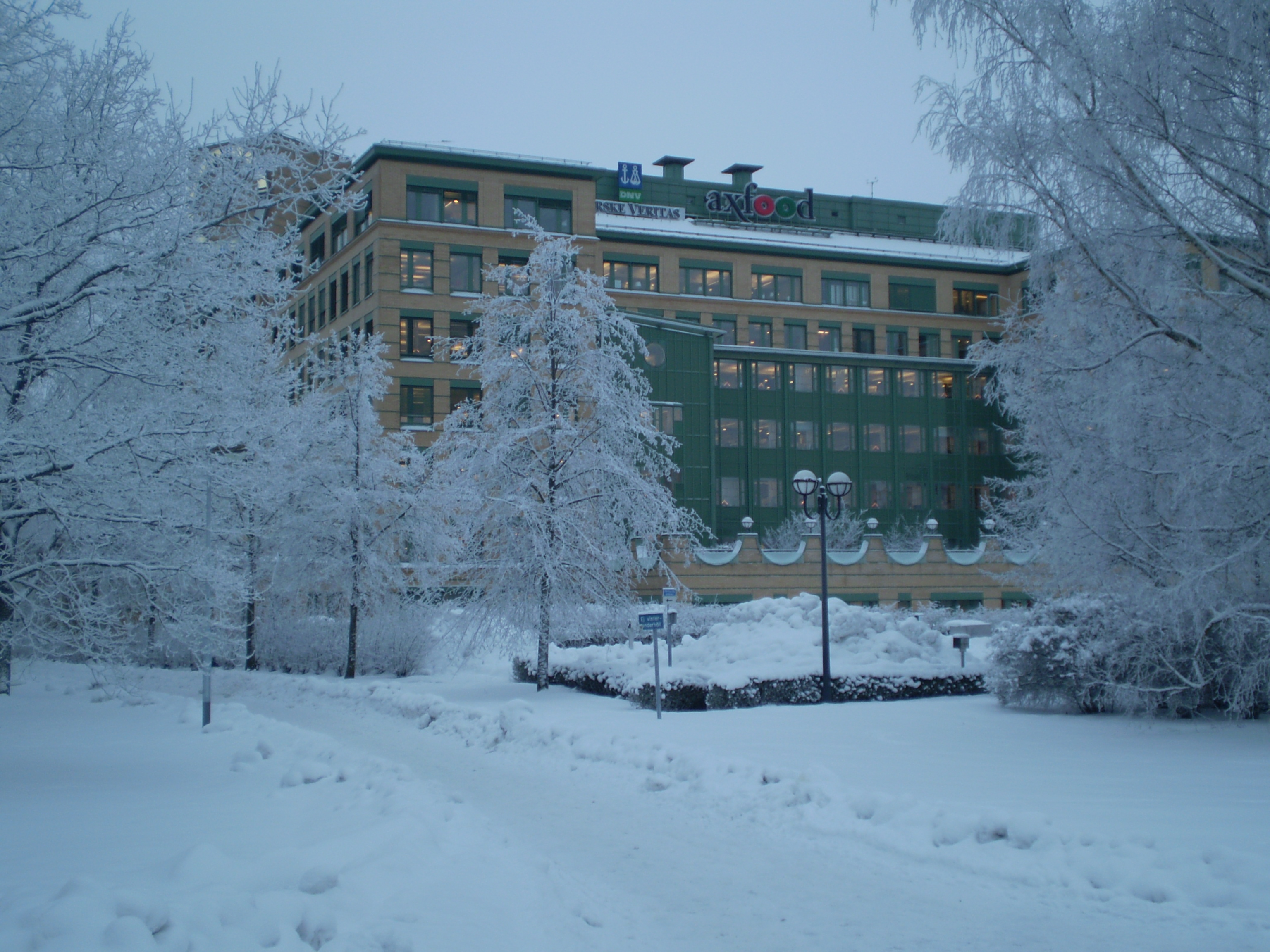
Der Hauptsitz von Axfood AB in Solna im Winter

Die Axfood AB ist ein schwedischer Supermarkt-Konzern, der 2000 aus der Fusion von Hemköpskedjan AB, Willys, D&D Dagligvaror, Spar Sverige, Spar Inn Snabbgross und Spar Finland hervorgegangen ist. Axfood hat rund 8600 Mitarbeiter, davon etwa 7800 in Schweden. Haupteigner ist die Axel Johnson-Gruppe, die 50,1 Prozent der Aktien hält.